# Machiya
Machiya (町屋/町家) són les tradicionals cases urbanes de fusta de les ciutats del Japó i tipificades en la capital històrica de Kyoto. Les machiya (cases de poble) i les nōka (cases de granja) constitueixen les dues categories de l'arquitectura popular japonesa minka (cases populars).

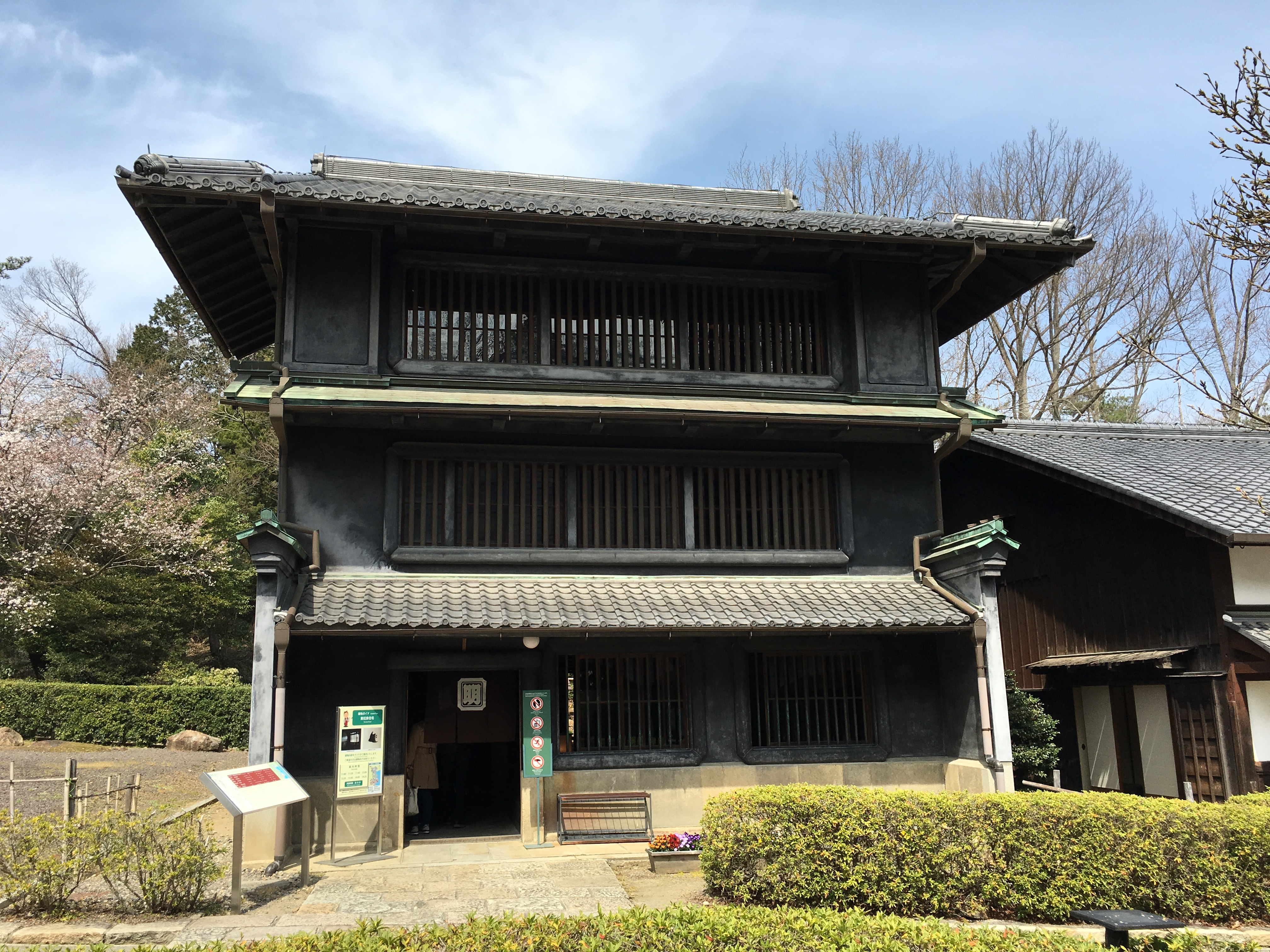
La casa Tōmatsu del barri Funairi-chō de Nagoya és un exemple de machiya grossa

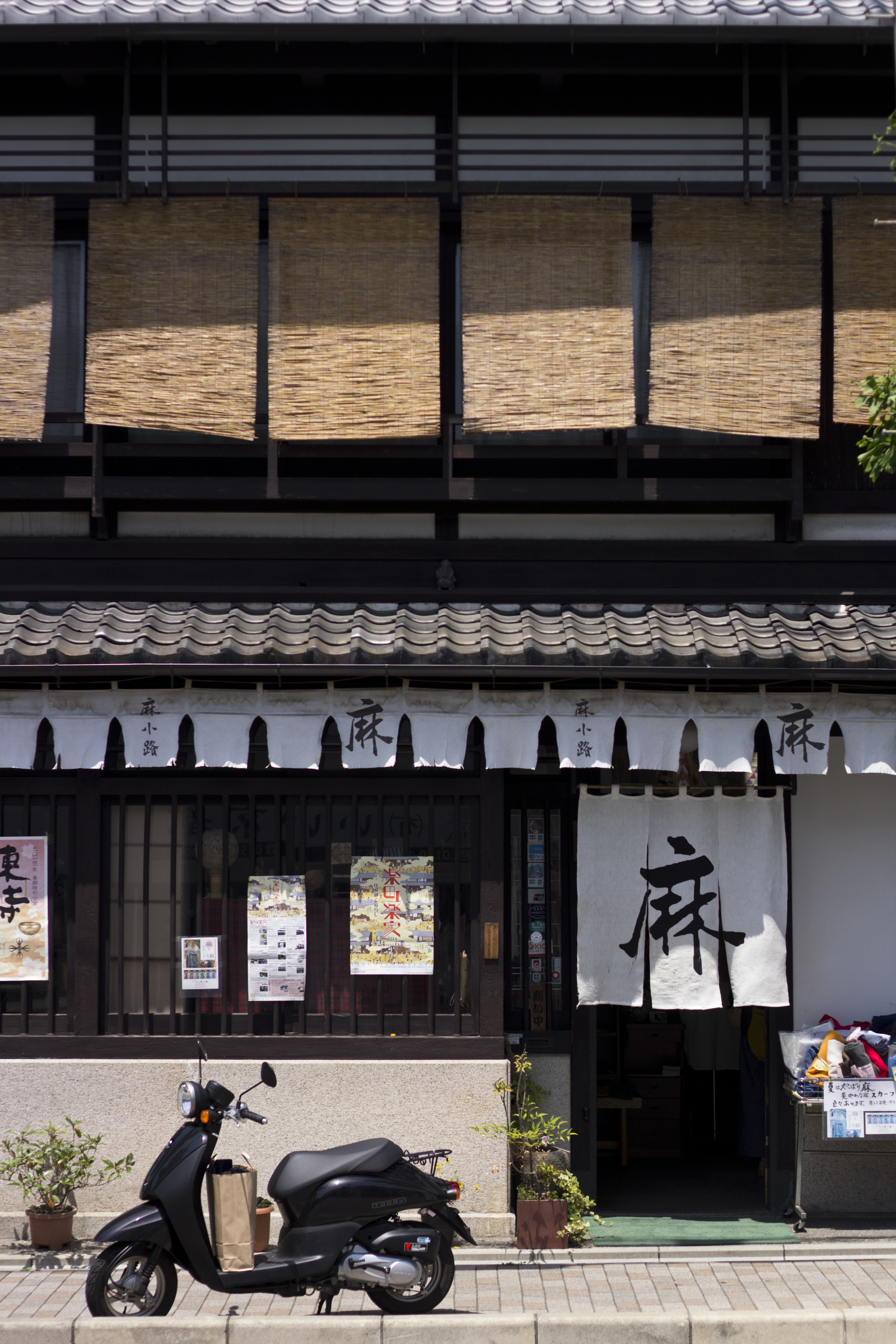
Façana d'una machiya a Kyoto

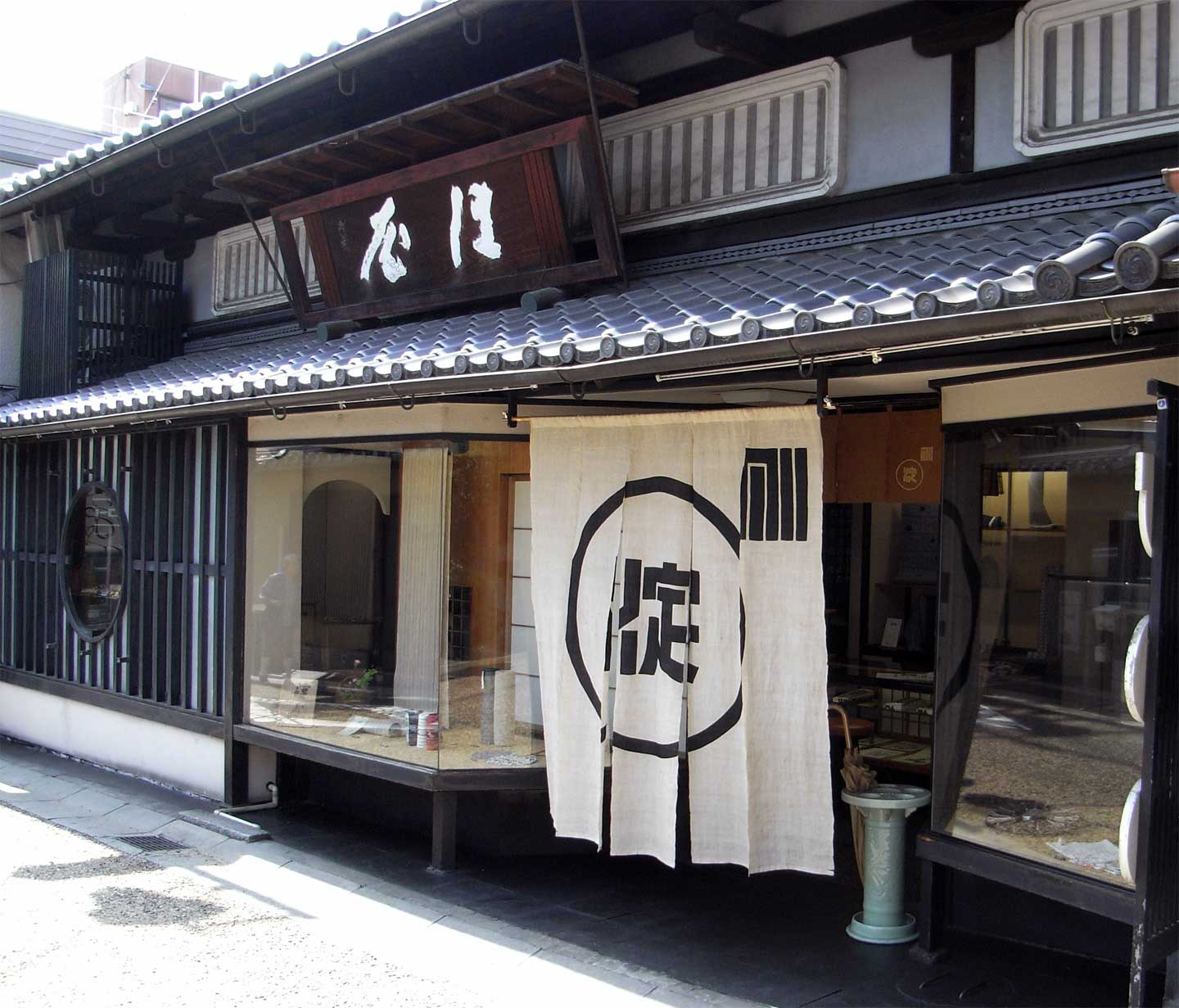
Antiga botiga de teixits a Nara

Les machiya es van originar durant el període Heian i es van seguir desenvolupant durant el període Edo i fins i tot l'era Meiji. Les machiya eren cases per als mercaders i artesans urbans, coneguts col·lectivament com a classe amb el nom de chōnin.
La paraula machiya s'escriu amb dos kanji: machi (町) que significa «ciutat» i ya (家/屋) que significa «casa» (家) o «botiga» (屋) segons el kanji utilitzat per a expressar-lo.

## Kyōmachiya
Les machiya de Kyoto, anomenades kyōmachiya (京町家/京町屋), han format durant segles l'arquitectura característica del centre urbà de Kyoto, i representen l'estàndard definitori per a les machiya de tot el país.
La típica machiya de Kyoto és una casa llarga de fusta amb façana al carrer estreta, que s'estén profundament dins l'illa de cases i sovint conté petits jardins japonesos al pati, coneguts com tsuboniwa. Les machiya incorporen parets de terra i cobertes de teula cuita, i solen tenir una, una i mitja, o dues plantes d'alçada, o excepcionalment fins a tres pisos. La part davantera de l'edifici servia tradicionalment com a espai comercial o comercial, conegut com mise no ma (店の間) (lit. ‘espai de botiga’), normalment amb persianes corredisses o plegables que podien obrir-se per exposar mercaderies i mercaderies. A alguns barris de Kyoto era tradicional tenir inuyarai a la façana.
Darrere de l'espai de la botiga, la resta de l'edifici principal es dividia en el kyoshitsu-bu (居室部) (lit. ‘sala d'estar’), compost per habitacions dividides amb terres de fusta elevada i cobertes per tatami. La machiya també comptava amb un doma (土間) o tōriniwa (通り庭), un espai sense terra pavimentat que contenia la cuina i també servia de pas a la part posterior de la parcel·la, on es trobarien un magatzem conegut com kura (倉/蔵).
Un hibukuro (火袋) a sobre de la cuina servia com a xemeneia, evacuant el fum i la calor, i també servia com a claraboia, aportant llum a la cuina. L'amplada de la parcel·la era tradicionalment un índex de riquesa. Les típiques parcel·les de machiya tenien una amplada d'entre 5,4 i 6 metres, però una profunditat de 20 metres que els duia el sobrenom unagi no nedoko, o «llits d'anguila».
L'habitació residencial més gran d'una machiya, situada a la part posterior de l'edifici principal i amb vista sobre el jardí que separava la casa principal del magatzem, era coneguda com el zashiki (座敷) i servia com a sala de recepció per a convidats o clients especials. Les portes corredisses (fusuma i shōji) que formaven les parets d'una machiya, com en la majoria dels edificis tradicionals japonesos, proporcionaven un gran grau de versatilitat; les portes es podrien obrir i tancar o treure completament per a alterar el nombre, la mida i la forma de les habitacions i adaptar-les a les necessitats del moment. Normalment, però, la resta de l'edifici es pot organitzar creant habitacions més petites, amb un rebedor o vestíbul genkan (玄関), un altar butsuma (仏間), i un naka no ma (中の間) o oku no ma (奥の間), dues expressions que signifiquen «habitació central».
Una ocasió en què les habitacions es modificaven significativament és durant el festival Gion Matsuri, en què les famílies mostraven els seus tresors familiars, com ara byōbu, pintures i altres obres d'art i herències. Les machiya també esdevenien espai per a disfresses, decoracions, santuaris portàtils (omikoshi, 御神輿), carrosses i altres coses necessàries per al festival, a més d'acollir espectadors al llarg del recorregut de la cercavila.
El disseny d'una machiya també era molt adequat per al clima de Kyoto amb hiverns freds i estius sovint molt calorosos i humits. Múltiples capes de portes corredisses (fusuma i shōji) es podien afegir o treure per a moderar la temperatura interior. Tancar-les totes durant l'hivern oferiria una certa protecció del fred, mentre que obrir-les totes a l'estiu oferia ventilació i un respir de la calor i la humitat. Tradicionalment. també feien ús de diferents tipus de pantalles que es podien canviar durant les estacions: Les de fusta de bambú s'usaven a l'estiu i permetien la circulació de l'aire tot blocant els rajos del sol. Els patis oberts al centre de la casa també ajudaven a la circulació de l'aire.